# 美丽火桐
美丽火桐（学名：Firmiana pulcherrima）为梧桐科梧桐属下的一个种。原为火桐属，现为梧桐属，名称改为美丽梧桐。落叶乔木，高可达18米。生长于森林中和山谷溪旁。分布于中国海南省的琼海、万宁、崖县等地。